# Wiuwert

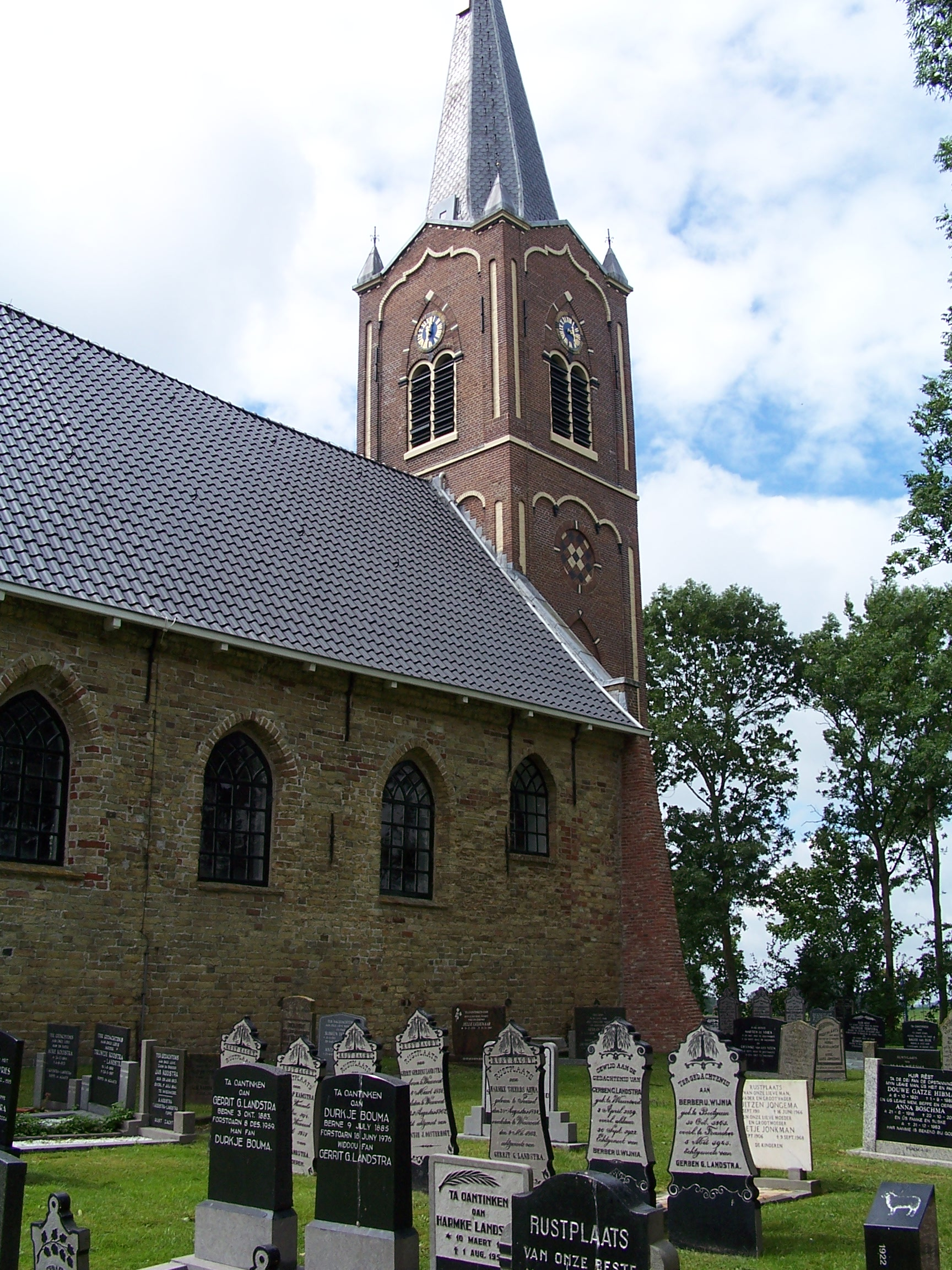
Wiuwert: la chiesa di San Nicola

Wiuwert (in olandese: Wieuwerd) è un villaggio di circa 150 abitanti del nord-est dei Paesi Bassi, facente parte della provincia della Frisia e della municipalità di Súdwest-Fryslân; precedentemente aveva fatto parte, fino al 1983, della municipalità soppressa di Baarderadeel  e poi, fino al 2017 della municipalità soppressa di Littenseradiel.

## Geografia fisica

### Collocazione
Wiuwert/Wieuwerd si trova nella parte centro-occidentale della Frisia, tra Leeuwarden e Sneek (rispettivamente a sud della prima e a nord della seconda), a circa 15 km a sud-est di Franeker.

## Società

### Evoluzione demografica
Nel 2011, la popolazione stimata era di 145 abitanti. Nel 2008, il villaggio contava invece 115 abitanti, mentre nel 2001 ne contava 105.

## Storia
Tra il XV e l'inizio del XVII secolo, vissero a Wiuwert persone appartenenti al caso di Walta.
Il villaggio divenne celebre nel 1765 con la scoperta di quattro resti mummificati nella chiesa locale.
|  |

## Stemma
Parte dello stemma di Wiuwert deriva da quello del casato di Walta.
A questo stemma sono stati aggiunti tre pipistrelli, che simboleggiano le mummie rinvenute nel villaggio.

## Monumenti e luoghi d'interesse

### Chiesa di San Nicola
Tra gli edifici d'interesse di Wiuwert, vi è la chiesa di San Nicola, risalente al XII-XIII secolo
La chiesa - come detto - è famosa in quanto conserva i resti delle mummie rinvenute nel 1765.